# Plecotus gaisleri
Plecotus gaisleri (вухань Ґайслера) — вид рукокрилих ссавців з родини лиликових (Vespertilionidae). 

## Морфологічна характеристика
P. gaisleri суттєво відрізняється від інших західно-палеарктичних та африканських видів Plecotus. Він помітно відрізняється за послідовностями частини мітохондріального гена 16S. P. gaisleri також відрізняється від P. teneriffae тим, що забарвлення шерсті та оголених частин у gaisleri блідіше, а у спинних волосків більш бурувате. Довжина передпліччя, поздовжні розміри черепа та мордочки, значно більші у teneriffae. teneriffae має значно ширшу верхню частину мордочки й мозкового черепа, довші та відносно вужчі верхні ікла, значно більші моляри; виразною відмінністю є й форма бакулуму.

## Середовище проживання
Вид поширений у Марокко, Алжирі, Тунісі, Лівії, Мальті й на о. Пантеллерія, Італія.
Трапляється у рідколісних і сухих степових середовищах проживання.

## Назва
Вуханя названо на честь професора Їржі Гайслера (чеськ. Jiří Gaisler) (Брно, Чехія), який зробив значний внесок у знання фауни кажанів Північної Африки.